# Kobus ellipsiprymnus

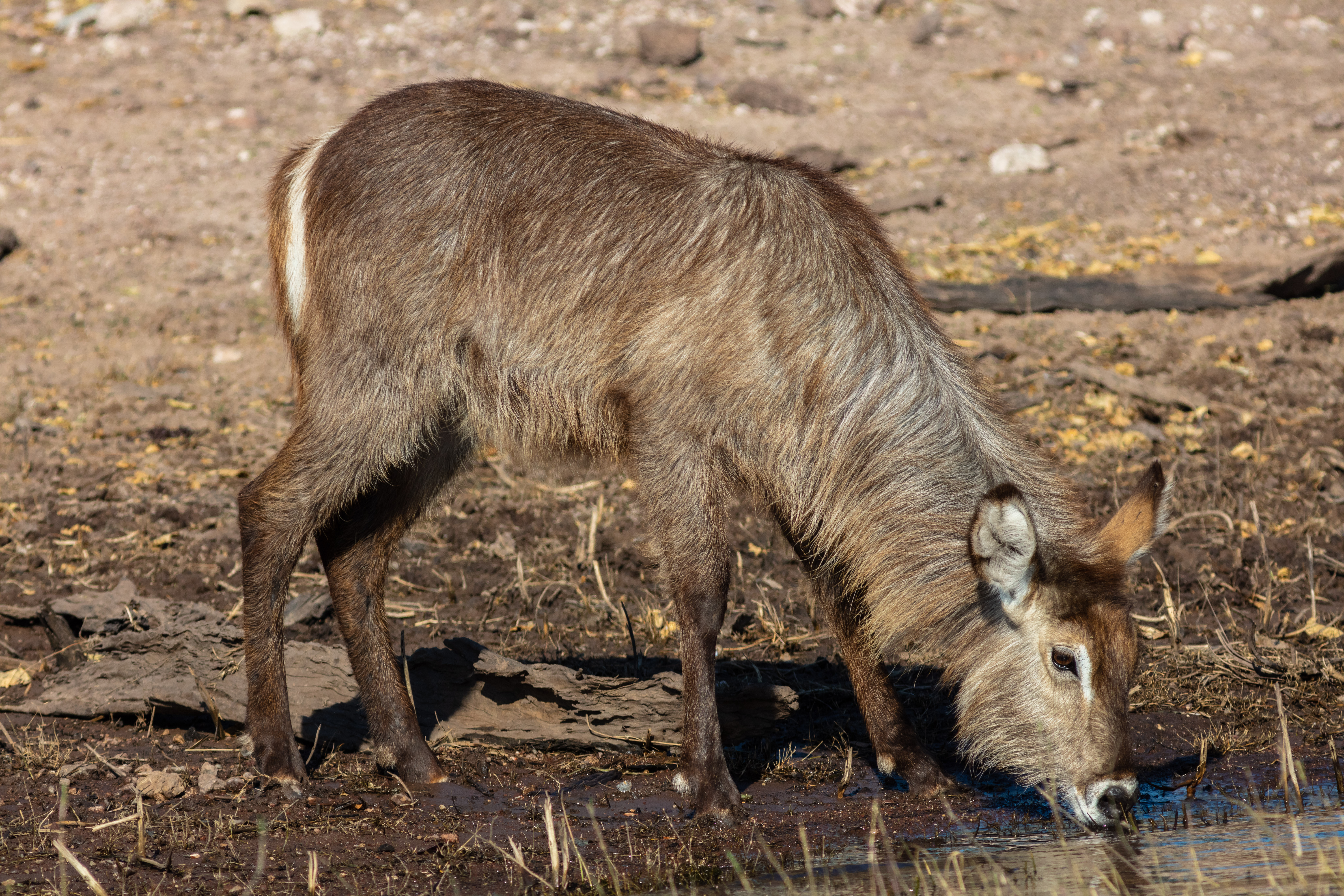
Hembra bebiendo agua, parque nacional de Chobe, Botsuana.

El antílope acuático, cobo de agua o cobo untuoso (Kobus ellipsiprymnus) es una especie de mamífero artiodáctilo de la familia Bovidae. Está ampliamente distribuido en África al sur del Sahara. Su altura oscila entre 1 y 1,35 m, y su peso entre 160 a 275 kg.
Se defiende de sus predadores introduciéndose en el agua donde su largo pelo y glándulas untuosas le protegen de la humedad. Se aparea en mayo y junio; después de siete meses nace una cría que se amamanta al principio y al final de cada día. A los 8 meses se desteta y si es hembra continúa con el grupo, si es macho se separa con sus congéneres hasta que alcanza los 5 años, momento en que se hace independiente e intenta alcanzar una parcela nupcial. Hasta los 8 años no es capaz de destronar al viejo macho, momento en que alcanza pleno desarrollo.
El kobo es una animal muy dependiente del agua, se alimenta de una gran variedad de herbáceas de diferentes medidas de longitud. Su dieta es muy rica en proteínas.

## Subespecies
Se reconocen las siguientes subespecies:
- Kobus ellipsiprymnus ellipsiprymnus
- Kobus ellipsiprymnus adolfifriderici
- Kobus ellipsiprymnus annectens
- Kobus ellipsiprymnus crawshayi
- Kobus ellipsiprymnus defassa
- Kobus ellipsiprymnus harnieri
- Kobus ellipsiprymnus kondensis
- Kobus ellipsiprymnus pallidus
- Kobus ellipsiprymnus penricei
- Kobus ellipsiprymnus thikae
- Kobus ellipsiprymnus tjaederi
- Kobus ellipsiprymnus tschadensis
- Kobus ellipsiprymnus unctuosus